# Athenia (schip, 1923)

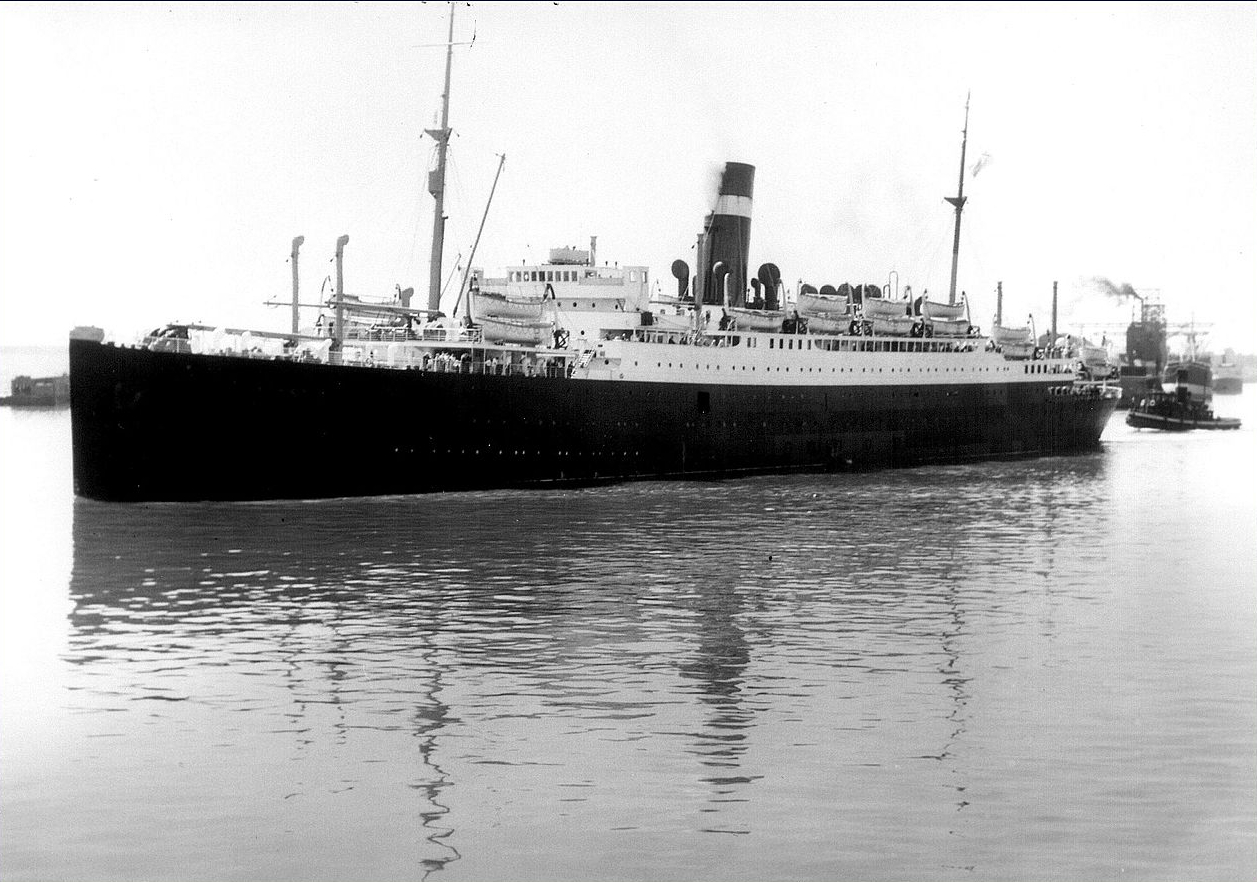
De SS Athenia in de haven van Montreal in 1933

De SS Athenia was een Brits passagiersschip dat door de U-30 van luitenant-ter-zee Fritz-Julius Lemp tot zinken werd gebracht op 3 september 1939, net op de eerste dag dat Groot-Brittannië de oorlog aan Duitsland had verklaard. Het schip had 1400 passagiers aan boord en werd op ongeveer 200 mijl ten westen van de eilandengroep de Hebriden, zonder enige waarschuwing vooraf getorpedeerd. Hierbij kwamen 117 personen om het leven, waaronder 28 Amerikanen.

## Geschiedenis

### U-30
Luitenant-ter-zee Fritz-Julius Lemp was commandant van de Duitse onderzeeboot U-30. In de late avond van 3 september 1939 bevond zijn onderzeeboot zich op ongeveer 200 mijl ten westen van de Hebriden, een eilandengroep ten noordwesten van Schotland. In de middag, om 16.00 uur had zijn telegrafist hem een belangrijk bericht van Karl Dönitz, de bevelhebber van de Duitse onderzeeboten, overhandigd waarin stond dat Duitsland in oorlog was met Frankrijk en Groot-Brittannië en dat de regels van de Haagse Conventie strikt in acht moesten worden genomen. Eén van deze regels hield in dat het ten strengste verboden was om een schip zonder waarschuwing aan te vallen. Echter, op geallieerde marineschepen, bewapende koopvaardijschepen en troepentransportschepen was deze regel niet van toepassing en moesten de Duitse onderzeeboten onverwijld offensief optreden.

### De gebeurtenis
Het Britse passagiersschip SS Athenia voer op 3 september 1939 onderweg van Glasgow naar Montreal, met gedoofde scheepslichten en voerde een zigzagkoers. De kapitein vreesde voor een Duitse aanval, omdat de Britten net in oorlog waren met Duitsland en zette deze zigzagkoers uit. De Duitse onderzeeër U-30 van luitenant-ter-zee Fritz-Julius Lemp kreeg het schip in het vizier en dacht dat het een vijandelijk Brits troepentransportschip was. Hij vond dat hij het recht had het schip, als allereerste U-boot, aan te vallen en tot actie over te gaan. Lemp schoot twee torpedo's af waarvan een doel trof. Het getroffen schip maakte snel zwaar slagzij, reddingsboten werden uitgezet en de opvarenden probeerden uit alle macht het zinkende schip te verlaten. Lemp vuurde een derde torpedo af, maar deze haperde en raakte uit koers. Kort daarna, bracht een bemanningslid hem een SOS-boodschap die de telegrafist had opgevangen van het zinkende schip: "Athenia getorpedeerd". Na het lezen van de boodschap wist Lemp dat hij een enorme blunder had begaan. Pas tegen de ochtend van 4 september verdween het schip in de golven. Een Noors schip, een Zweeds jacht, twee Britse torpedobootjagers en nog enige andere schepen hadden ondertussen de noodsignalen opgevangen en waren spoedig ter plaatse om de overlevenden aan boord te nemen. De SS Athenia verloor 117 opvarenden, waarvan 98 passagiers (28 van hen hadden de Amerikaanse nationaliteit) en 19 bemanningsleden. De Britse regering beschuldigde Duitsland er onmiddellijk van, dat ze in flagrante strijd met de internationale overeenkomsten, een onbeperkte duikbootoorlog voerden.

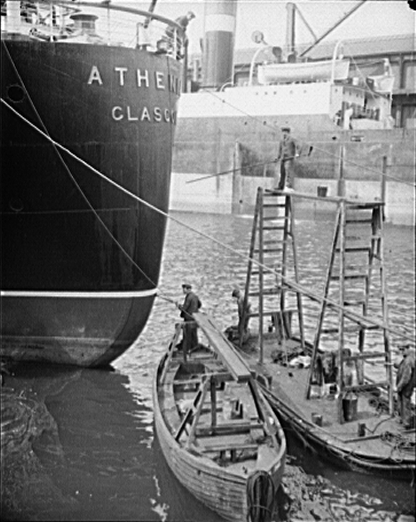
Arbeiders schilderen de achterkant (spiegel) van de SS Athenia in de zomer van 1937

Het was een gecompliceerde situatie toen de oorlog uitbrak, en Frankrijk de oorlog aan Duitsland verklaarde. Adolf Hitler, die ondanks de feitelijke oorlogsverklaring, een openlijk conflict met Frankrijk liever wilde vermijden, althans voorlopig nog, liet aan de U-boten onmiddellijk een bevel uitgaan waarin hij alle vijandelijkheden tegen Franse schepen verbood, behalve in geval van zelfverdediging. Ook gold - na het gebeurde met de Lusitania in de Eerste Wereldoorlog - een verbod om passagiersschepen aan te vallen. Toch liet Lemp zich verleiden en schoot de eerste torpedo's, "in ernst", van de Tweede Wereldoorlog af.

### De Athenia
De SS Athenia was een 16 jaar oud en 13.465 ton wegend passagiersschip, dat geregistreerd stond in Glasgow en eigendom was van de Donaldson Atlantic Line, een maatschappij die in samenwerking met de Gunard White Star Line de vaste lijndiensten op Amerika onderhield. Op vrijdag had dit passagiersschip de haven van Glasgow verlaten, waarna het via een tussenstop de volgende dag in Liverpool, koers had gezet naar Montreal. Aan boord bevonden zich ongeveer 1400 passagiers, voor het merendeel vrouwen en kinderen die met het oog op de dreigende politieke situatie Europe hadden verlaten.

### De gevolgen
Nog diezelfde avond, op 3 september 1939, was de Britse Admiraliteit van het gebeuren op de hoogte gesteld en de volgende dag, op 4 september, legde Winston Churchill in het Lagerhuis een verklaring af waarin hij het Duitse optreden scherp veroordeelde als een onmenselijke schending van het oorlogsrecht. Ingevolge de internationaal overeengekomen regels met betrekking tot onbewapende koopvaardij- en passagiersschepen in oorlogstijd, had de Duitse onderzeebootcommandant eerst een duidelijke waarschuwing behoren te geven en alvorens tot enige actie over te gaan, de veiligheid van de opvarenden moeten garanderen. Aan geen van beide voorwaarden was echter voldaan. Nadat het bericht de Verenigde Staten had bereikt was ook hier de verontwaardiging enorm. In de loop van maandagmiddag kwam in het Witte Huis het kabinet bijeen, waar onder meer besproken werd om Amerikaanse schepen op de Atlantische Oceaan voortaan een gewapend escorte mee te geven.
Ook in Duitsland reageerde men geschokt op deze eerste berichten die vanuit Londen binnenkwamen. Het Duitse propagandaministerie wendde zich meteen tot de Duitse marineleiding en kreeg te horen dat er tijdens de ramp geen Duitse onderzeeboten in de buurt waren geweest. Voor Adolf Hitler en de Duitse marineleiding was dit echter toch een zeer pijnlijke kwestie en er werd, mede door de eerder uitgegeven Duitse verklaring, totaal geen waarde en geloof gehecht aan de berichten die vanuit Groot-Brittannië binnenkwamen. Omdat alle Duitse onderzeeboten de radiostilte in acht namen, was het voor de Duitse marineleiding niet onmiddellijk na te gaan wat er precies gebeurd was, maar op 4 september werd aan alle Duitse onderzeeboten doorgeseind dat onder geen enkele voorwaarde nog operaties mochten worden uitgevoerd tegen koopvaardij- of passagiersschepen, ook al waren deze onder begeleiding van escorteschepen.
De Duitse marinetop ging, op aandrang van Adolf Hitler, zo ver met het ontkennen van de torpedering van de SS Athenia, dat propagandaminister Joseph Goebbels op zondagavond 22 oktober 1939 een radiorede hield waarin hij Winston Churchill ervan beschuldigde zelf opdracht te hebben gegeven om de SS Athenia tot zinken te brengen. Een dag na deze radiorede bracht de Völkischer Beobachter op de voorpagina een groot artikel met als kop: "CHURCHILL BRACHT ATHENIA TOT ZINKEN", waarin werd gesuggereerd dat hij een tijdbom in het ruim had laten aanbrengen, teneinde de neutrale Verenigde Staten in anti-Duitse richting te sturen. In het Proces van Neurenberg werd later vastgesteld dat de Führer inderdaad persoonlijk opdracht had gegeven voor de radiorede van Goebbels en het verschenen krantenartikel, maar dat zowel Erich Raeder en Karl Dönitz destijds niet de moed hadden gevonden om er iets tegen te doen.

### Nawoord
De overlevenden van de SS Athenia werden op 5 september 1939 door de reddingsboten de haven van Glasgow binnengebracht, en bezorgd vroegen zij zich af wanneer ze eindelijk naar huis konden gaan. John F. Kennedy, de latere president van de Verenigde Staten, bezocht op 7 september Glasgow en hij beloofde de overlevenden een zo spoedig mogelijke terugreis op Amerikaanse schepen. Op 19 september was het dan eindelijk zover en vertrokken de Amerikanen, weliswaar zonder begeleidend escorte, vanuit Glasgow naar de Verenigde Staten. Wel reisden ze met een Amerikaans schip dat 's nachts alle mogelijke verlichting voerde die maar beschikbaar was en in het topje van de mast wapperde de Amerikaanse vlag, beschenen door veel schijnwerpers. Een stukje 'neutraliteit' verliet hiermee Europa.